# Philips Saeco
Philips Saeco S.p.A. eller Saeco  er en italiensk producent af  kaffemaskiner. De kendes for deres espressomaskiner. Deres hovedkvarter er i Gaggio Montano nær Bologna. Det er et datterselskab til Philips.
Virksomheden blev etableret af Sergio Zappella og Arthur Schmed i 1981 som Sergio, Arthur e Compagnia.